# Дмитровка (Удомельский район)
Дмитровка — деревня в Удомельском городском округе Тверской области.

## География
Деревня находится в северной части Тверской области на расстоянии приблизительно 16 км на восток-юго-восток по прямой от железнодорожного вокзала города Удомля в 4 км южнее станции Еремково.

## История
Известна с 1859 года, когда это была деревня помещика Косачевского. Дворов (хозяйств) в ней было 4 (1859), 10 (1886), 15 (1911), 25 (1961), 17 (1986), 6 (1999). В советское время работали колхозы «Смелый Путь», «Призыв Сталина» и совхоз «Еремковский». До 2015 года входила в состав Еремковского сельского поселения до упразднения последнего. С 2015 года в составе Удомельского городского округа.

## Население
Численность населения: 42 человека (1859 год), 65 (1886), 92 (1911), 53 (1961), 24 (1986), 11 (русские 100 %) в 2002 году, 5 в 2010.